# Post-mortem fotografering
Post-mortem fotografering (også kendt som sørgeportrætter og memento mori) er fotografisk afbildning af nyligt døde personer.

## Historisk
Opfindelsen af daguerreotypi i 1839 gjorde portrættering langt mere udbredt, da mange, som ikke havde råd til betalingen af et malet portræt, nu havde muligheden for en afbildning. Denne billigere og hurtigere måde gav middelklassen muligheden for at mindes kære afdøde.
Fotografierne tjente mere som et minde om afdøde end en egentlig påmindelse om den menneskelige dødelighed. Det var især almindeligt med yngre børn. (1800-tallets børnedødelighed var meget høj, og et post-mortem fotografi kunne være det eneste foto en familie ejede). Den senere opfindelse af carte-de-visite, som muliggjorde masseproduktion ud fra et enkelt negativ betød, at kopier af billedet kunne sendes til slægtninge.
Brugen af billederne nåede sin storhedstid i slutningen af det 19. århundrede og døde ud efterhånden som snapshot-fotografering blev mere almindeligt. Der findes få eksempler på, at mindeportrætterne blev udført et stykke ind i det 20. århundrede.

## Stilistisk udvikling
De tidligste post-mortem fotografier er normalt close-ups af ansigtet eller hele kroppen og involverer sjældent en kiste. Den afdøde er normalt skildret som i dyb søvn, eller er arrangeret i en naturlig position i forsøget at få det til at tage sig mere livagtigt ud. Børn blev oftest fremstillet hvilende på en seng eller i en vugge, og ofte med dets favoritlegetøj. Det var ikke ualmindeligt at meget unge børn blev fotograferet med et familiemedlem, oftest moderen. Voksne var oftere anbragt i stole, eller endda støttet til specielt designede rammer. Blomster var også almindeligt på post-mortem fotografier.
Fornemmelsen af livagtighed blev somme tider forbedret ved enten at lade afdødes øjne være åbne på billedet, eller ved senere at bemale fotografiet med pupiller, og mange tidlige billeder (specielt ferrotypier og ambrotypier har en lyserød tint tilføjet på kinderne af liget.
Senere eksempler bærer præg af mindre anstrengelser for opnåen af det "livagtige" udseende og viser oftere den døde i en kiste. Meget sene eksempler viser de døde liggende i en kiste med en større gruppe begravelses-deltagere stående omkring - denne type billeder var specielt anvendte i Europa og er mindre brugt i USA.
Post-mortem fotografering bruges stadig i visse dele af verden, så som Østeuropa. Specielt personer som regnes for særligt hellige, portrætteres liggende i deres kister, og er endnu i omløb blandt troende østligt- og orientalsk ortokdokse katolikker.
En anden variation har fotografering af familien med et skrin (ofte med et portræt taget mens vedkommende endnu var i live) tilegnet den afdøde.

## Post-mortem fotografering i populærkultur
- Grace Stewart (Nicole Kidman) finder et fotoalbum med sørgeportrætter i filmen The Others fra 2001.